# Václav Čepelák
Václav Čepelák (25. července 1915 – 25. ledna 1975) byl český fotbalista, útočník, reprezentant Československa.

## Fotbalová kariéra
Za reprezentaci Čech a Moravy odehrál roku 1939 jeden zápas (přátelské utkání s Rakouskem) a dal 1 gól. Hrál za Slavoj Osek a Viktorii Plzeň.